# Station Las Suwalski
Station Las Suwalski is een spoorwegstation voor goederen in het bos bij de Poolse plaats Suwałki. Er is geen personenverkeer.